# Попович, Срджа (активист)
Срджа Попович (серб. кир. Срђа Поповић; род. 1 февраля 1973, Белград, СР Сербия, Югославия) — сербский политический деятель. Один из лидеров студенческого движения «Отпор!», которое принимало участие в свержении югославского президента Слободана Милошевича. Депутат Народной скупщины Республики Сербия (2001—2004). Основатель Центра прикладных ненасильственных действий и стратегий (CANVAS). Автор книги «Чертёж революции» в 2015 году. C 2017 года — ректор Сент-Эндрюсского университета.

## Ранние годы
Попович родился в Белграде, оба его родителя работали там на телевидении. Его мать, телеведущая Весна Несторович (1944—2017), едва избежала гибели во время бомбардировки НАТО государственного телевидения в Белграде в 1999 году.

## Политическая карьера
Попович присоединился к молодежному крылу Демократической партии под названием «Demokratska omladina». На партийной конференции в январе 1994 года он стал президентом этого движения, работая под руководством недавно избранного лидера партии Зорана Джинджича.
Несмотря на то, что он оставался членом Демократической партии, в 1998 году, с созданием «Отпор!», активность Поповича в партии отошла на второй план по сравнению с его участием в новом движении.
Вскоре после свержения Милошевича Попович покинул «Отпор!», чтобы вернуться к политической деятельности, став депутатом от Демократической партии в Национальном собрании, а также советником по вопросам окружающей среды недавно назначенного премьер-министра Зорана Джинджича.

## Книги
Попович с Мэтью Миллером написал в 2015 году книгу «Чертёж революции». «Чертёж революции» был встречен положительными отзывами. The Guardian назвала его «фантастически легко читаемым» и «блестящим», указав на полезность и изобретательность идей для творческого ненасильственного противодействия, которые он предлагает. Критик Тина Розенберг (The New York Times) написала, что работа Поповича и Джиновича опирается на идеи Джина Шарпа, пионера и ведущего теоретика в области ненасильственного сопротивления, но также сумела «усовершенствовать» и расширить его ключевые идеи. В обзоре также похвалили книгу за то, что она бросила вызов общепринятому мнению об эффективности мирных движений и «весело развенчала» распространенные заблуждения об их внутренней структуре, тактике и шансах на успех. «Чертёж революции» был номинирован на книгу месяца журнала Atlantic Magazine. Первоначально он был опубликован в США, а также в Канаде, Австралии, Великобритании, Германии, Франции и Сербии. С тех пор он был переведен на сербский, французский, немецкий, испанский и турецкий языки. Попович участвовал в турах по продвижению книг как в США, так и в Великобритании.
Попович также является автором или соавтором различных публикаций CANVAS, которые бесплатно доступны на веб-сайте организации. «Ненасильственная борьба: 50 ключевых моментов» и «Основная учебная программа CANVAS: руководство по эффективной ненасильственной борьбе» подробно описывают, как активисты должны подходить к жизненно важным этапам организации ненасильственного движения: сравнительная оценка своих возможностей с возможностями режима, формирование четкого плана действий, его максимально эффективная реализация и реакция на последующие репрессии со стороны властей, без угроз своим целям и приверженности ненасилию. Книга «Making Oppression Backfire», которую Попович написал в соавторстве с Тори Порелл, более точно исследует, как активисты могут добиться значительных успехов в асимметричной борьбе против репрессивного аппарата режима благодаря знаниям и подготовке.

## Активистская деятельность

### Отпор!
Попович был одним из основателей и лидеров сербской группы ненасильственного сопротивления «Отпор!». Группа была основана в Белграде 10 октября 1998 года небольшой группой протестующих студентов в ответ на законы об университетах и СМИ (принятые ранее в том же году). Организация была основана как движение без лидера, реализующее принципы ненасильственного сопротивления, чтобы противостоять насильственной политике режима Милошевича и его постоянным нарушениям основных демократических прав сербов. В декабре 1998 года «Отпор!» организовал свой первый крупный митинг — на электротехническом факультете. Затем демонстранты, около тысячи студентов университета, прошли маршем к философскому факультету в знак солидарности со своими товарищами, которые там были заперты властями. Всего через два дня около семидесяти членов «Отпор!» приняли участие в шествии «Мы прокладываем путь» и прошли расстояние в 83 км между Белградом и Нови-Садом.
После натовских бомбардировок «Отпор!» несколько изменил свои цели и сосредоточился на кампаниях, которые часто шутливо и иронично провоцировали режим, тем самым привлекая внимание граждан и повышая их мотивацию. Ярким примером стала демонстрация «День рождения Милошевича», организованная в Нише, во время которой более двух тысяч граждан имели возможность написать то, что они пожелали господину Милошевичу на день рождения, на общей поздравительной открытке. Вместе с открыткой всем присутствующим в конце акции были вручены подарки, в том числе билет в один конец до Гааги, тюремная форма, книги Миры Маркович, наручники и праздничный торт в виде пятиконечной звезды. были получены от имени президента Милошевича.
В 1999—2000 годах «Отпор!» превратился из небольшой организации в большую сеть активистов и сторонников. Движение сопротивления привлекло самых разных лидеров оппозиции и собрало их вместе для дискуссий, в которых движение сопротивления установило общие цели против режима Милошевича. Эти цели были конкретно сформулированы в «Декларации будущего Сербии», опубликованной в июле 1999 года. Декларация стала стратегическим документом «Отпор!», определяющим основные проблемы, задачи движения и методы, которые будут использоваться. Более того, она был одобрена и подписана видными критиками режима и всеми важными студенческими организациями Сербии, став краеугольным камнем единого, последовательного сопротивления Милошевичу.
Настойчивое сопротивление, сочувственное освещение в СМИ и международное внимание, которое оно привлекло, позволили движению «Отпор!» создать давление, заставляющее Милошевича уйти с поста президента. Вскоре после революции 5 октября 2000 года Попович покинул «Отпор!», чтобы продолжить политическую карьеру в Сербии, став депутатом от Демократической партии в сербском собрании, а также советником премьер-министра Зорана Джинджича по вопросам окружающей среды.

### CANVAS
В 2003 году Попович и бывший член «Отпора!» Слободан Джинович стали соучредителями Центра прикладных ненасильственных действий и стратегий (CANVAS) — организации, которая выступает за использование ненасильственного сопротивления для продвижения прав человека и демократии. Основанная в Белграде, CANVAS работала с продемократическими активистами из более чем 50 стран, включая Иран, Зимбабве, Бирму, Венесуэлу, Украину, Грузию, Палестину, Западную Сахару, Западное Папуа, Эритрею, Беларусь, Азербайджан, Тонгу, Тунис и Египет. Вскоре после своего основания организация подготовила ряд молодых грузинских активистов, которые составили жизненно важную часть движения, избравшего молодого Михаила Саакашвили. Год спустя CANVAS сыграл аналогичную роль в украинской оранжевой революции.
На Мальдивах народное движение против репрессивного правления президента основывалось на взглядах Поповича на роль юмора и сатиры в ненасильственной борьбе, и вскоре ему удалось заручиться поддержкой видных музыкантов, художников и популярных деятелей. Несмотря на сомнения многих наблюдателей в применимости ненасильственной тактики к небольшой стране с преимущественно исламской культурой, такой, как Мальдивы, активисты в конечном итоге победили; в 2008 году они наблюдали падение старого режима, когда президент Гайюм был вынужден внести поправки в Конституцию, чтобы обеспечить подлинные многопартийные президентские выборы, и впоследствии проиграл кандидату от оппозиции Мохамеду Нашиду.
Накануне «арабской весны» CANVAS провела тренинг для ряда молодых активистов из Египта и Туниса. Некоторые тренинги и их влияние на участников были описаны в «Чертеже революции» Поповича.
Было подсчитано, что, когда в 2007 году начались протесты против Махмуда Ахмадинеджада, иранские активисты загрузили из Интернета руководство Поповича по ненасильственной борьбе более 17 000 раз.
CANVAS имеет несколько штатных сотрудников и одновременно управляет международной сетью наставников и экспертов с опытом успешных ненасильственных движений. Поскольку CANVAS опирается на частное финансирование, плата за участие в семинарах, проводимых его тренерами по всему миру не взимается, а методики для революционных движений также можно бесплатно скачать в Интернете.
В ноябре 2011 года Попович был одним из спикеров на конференции TEDx в Кракове. Его речь под названием «Как свергнуть диктатора» была посвящена феномену «власти народа» и новым возможностям для мобилизации этой власти, которые открылись в связи с последними событиями. В то время как власть народа вызывала политические преобразования на протяжении столетий, утверждает Попович, активисты в наши дни могут гораздо легче освоить воспроизводимые, надежные тактики ненасильственного сопротивления и использовать новые средства массовой информации для продвижения своего движения. В то же время он формулирует там вечные принципы, предшествующие успеху любой ненасильственной революции: единство, планирование и дисциплина. С момента выхода видео с его речью в декабре 2011 года оно набрало более 250 000 просмотров.
Попович также выступал на Форуме свободы в Осло, ведущей мировой конференции, которая объединяет активистов и политических диссидентов со всего мира, которую The Economist назвал «Давосом за права человека». Его первое выступление на Форуме «Революция 101» предложило исторический обзор ненасильственных движений, исследуя их часто недооцениваемые показатели успеха и способность создавать более устойчивые демократии. В то время как 20-й век был сосредоточен на гонке вооружений, Попович предположил в своем выступлении, что 21-й век должен сосредоточиться на гонке за образованием как на инструменте, с помощью которого люди изменят мир и выступят против жестоких режимов. В более позднем выпуске Форума, в 2017 году, он принял участие в дискуссионной панели, посвященной стратегиям мирного противодействия тревожному росту антилиберализма на Западе в последние несколько лет. Попович участвовал в Форуме свободы в Сан-Франциско в 2017 году, также организованном Фондом прав человека.

## Титулы и награды
Журнал Foreign Policy назвал Поповича одним из «100 лучших мыслителей мира» 2011 года за то, что он прямо или косвенно вдохновлял протестующих «арабской весны» и обучал активистов ненасильственным социальным изменениям на Ближнем Востоке.
В январе 2012 года The Wired включил его в число «50 человек, которые изменят мир».
Всемирный экономический форум в Давосе назвал Поповича одним из молодых мировых лидеров 2013 года.
Университет Тафтса наградил Поповича и CANVAS премией Жана Майера за глобальное гражданство в феврале 2016 года.
По состоянию на ноябрь 2017 года Попович является ректором Сент-Эндрюсского университета.
В 2020 году Поповича получил медаль Института демократии Маккортни Университета штата Пенсильвания Брауна за демократию.